# 東日本の大学一覧
東日本の大学一覧（ひがしにほんのだいがくいちらん）は、東日本（北海道・東北地方・関東地方・中部地方）の大学の一覧。
本項では、専門職大学についても取り扱う。

## 東北地方

### 青森県
国立大学
- 弘前大学

公立大学
- 青森県立保健大学
- 青森公立大学

私立大学
- 青森大学
- 青森中央学院大学
- 北里大学十和田キャンパス
- 柴田学園大学
- 八戸学院大学
- 八戸工業大学
- 弘前学院大学
- 弘前医療福祉大学

### 岩手県
国立大学
- 岩手大学

公立大学
- 岩手県立大学

私立大学
- 岩手医科大学
- 岩手保健医療大学
- 北里大学三陸キャンパス
- 富士大学
- 盛岡大学

### 秋田県
国立大学
- 秋田大学

公立大学
- 秋田県立大学
- 秋田公立美術大学
- 国際教養大学

私立大学
- 秋田看護福祉大学
- 日本赤十字東北看護大学
- ノースアジア大学

### 福島県
国立大学
- 福島大学

公立大学
- 会津大学
- 福島県立医科大学

私立大学
- 医療創生大学
- 奥羽大学
- 郡山女子大学
- 日本大学工学部
- 東日本国際大学
- 福島学院大学

## 関東地方

### 茨城県
国立大学
- 茨城大学
- 筑波大学筑波キャンパス
- 筑波技術大学
- 東京芸術大学取手キャンパス

公立大学
- 茨城県立医療大学

私立大学
- 茨城キリスト教大学
- つくば国際大学
- 日本国際学園大学
- 常磐大学
- 日本ウェルネススポーツ大学
- 流通経済大学龍ヶ崎キャンパス

### 群馬県
国立大学
- 群馬大学

公立大学
- 群馬県立県民健康科学大学
- 群馬県立女子大学
- 高崎経済大学
- 前橋工科大学

私立大学
- 育英大学
- 関東学園大学
- 共愛学園前橋国際大学
- 桐生大学
- 群馬医療福祉大学
- 群馬パース大学
- 上武大学
- 高崎健康福祉大学
- 高崎商科大学
- 東京福祉大学伊勢崎キャンパス
- 東洋大学板倉キャンパス

### 千葉県
国立大学
- 千葉大学
- 千葉大学園芸学部松戸キャンパス
- 東京大学柏キャンパス
- 東京科学大学国府台キャンパス
- 東京芸術大学松戸校地

公立大学
- 千葉県立保健医療大学

私立大学
- 愛国学園大学
- 植草学園大学
- 江戸川大学
- 開智国際大学
- 亀田医療大学
- 川村学園女子大学
- 神田外語大学
- 敬愛大学
- 国際武道大学
- 三育学院大学
- 秀明大学
- 淑徳大学千葉キャンパス
- 淑徳大学千葉第２キャンパス
- 順天堂大学浦安キャンパス
- 順天堂大学さくらキャンパス
- 城西国際大学安房キャンパス
- 城西国際大学千葉東金キャンパス
- 城西国際大学幕張キャンパス
- 聖徳大学
- 清和大学
- 千葉科学大学
- 千葉経済大学
- 千葉工業大学
- 千葉商科大学
- 中央学院大学
- 帝京平成大学千葉キャンパス
- 帝京平成大学ちはら台キャンパス
- 帝京平成大学幕張キャンパス
- 東京基督教大学
- 東京歯科大学
- 東京情報大学
- 東京成徳大学八千代キャンパス
- 東京電機大学千葉ニュータウンキャンパス
- 東京理科大学野田キャンパス
- 東邦大学習志野キャンパス
- 東洋学園大学流山キャンパス
- 二松學舍大学柏キャンパス
- 日本大学生産工学部津田沼キャンパス
- 日本大学理工学部船橋キャンパス
- 日本大学松戸歯学部キャンパス
- 日本大学生産工学部実籾キャンパス
- 日本大学薬学部キャンパス
- 放送大学（通信教育のみ）
- 明海大学浦安キャンパス
- 流通経済大学新松戸キャンパス
- SBC東京医療大学
- 麗澤大学
- 和洋女子大学

### 神奈川県
国立大学
- 総合研究大学院大学
- 東京芸術大学横浜キャンパス
- 東京科学大学すずかけ台キャンパス
- 横浜国立大学常盤台キャンパス
- 横浜国立大学みなとみらいキャンパス
- 横浜国立大学弘明寺キャンパス

公立大学
- 神奈川県立保健福祉大学
- 横浜市立大学金沢八景キャンパス
- 横浜市立大学福浦キャンパス
- 横浜市立大学鶴見キャンパス
- 横浜市立大学舞岡キャンパス

私立大学
- 青山学院大学相模原キャンパス
- 麻布大学
- 神奈川大学
- 神奈川工科大学
- 神奈川歯科大学
- 鎌倉女子大学
- 関東学院大学金沢八景キャンパス
- 関東学院大学金沢文庫キャンパス
- 関東学院大学小田原キャンパス
- 北里大学相模原キャンパス
- 慶應義塾大学湘南藤沢キャンパス
- 慶應義塾大学新川崎タウンキャンパス
- 慶應義塾大学日吉キャンパス
- 慶應義塾大学矢上キャンパス
- 國學院大學横浜たまプラーザキャンパス
- 国際医療福祉大学神奈川県小田原キャンパス
- 相模女子大学
- 産業能率大学湘南キャンパス
- 松蔭大学
- 湘南医療大学
- 湘南鎌倉医療大学
- 湘南工科大学
- 情報セキュリティ大学院大学
- 昭和医科大学長津田キャンパス
- 昭和音楽大学
- 女子美術大学相模原キャンパス
- 聖マリアンナ医科大学
- 洗足学園音楽大学
- SBI大学院大学（通信教育のみ）
- 専修大学生田キャンパス
- 専修大学伊勢原キャンパス
- 多摩大学湘南キャンパス
- 鶴見大学
- 田園調布学園大学
- 桐蔭横浜大学
- 東海大学伊勢原キャンパス
- 東海大学湘南キャンパス
- 東京工芸大学厚木キャンパス
- 東京都市大学王禅寺キャンパス
- 東京都市大学横浜キャンパス
- 東京農業大学厚木キャンパス
- 東洋英和女学院大学横浜校地
- 日本大学生物資源科学部湘南キャンパス
- 日本映画大学
- 日本女子大学西生田キャンパス
- 日本体育大学横浜・健志台キャンパス
- フェリス女学院大学
- 文教大学湘南キャンパス
- 明治大学生田キャンパス
- 明治学院大学横浜キャンパス
- 八洲学園大学（通信教育のみ）
- 横浜商科大学
- 横浜創英大学
- 横浜美術大学
- 横浜薬科大学

## 中部地方

### 新潟県
国立大学
- 上越教育大学
- 長岡技術科学大学
- 新潟大学
  - 新潟駅南キャンパス「ときめいと」

公立大学
- 長岡造形大学
- 新潟県立大学
- 新潟県立看護大学
- 三条市立大学

私立大学
- 敬和学園大学
- 国際大学（大学院大学）
- 事業創造大学院大学
- 日本歯科大学新潟キャンパス
- 長岡崇徳大学
- 長岡大学
- 新潟医療福祉大学
- 新潟経営大学
- 新潟工科大学
- 新潟国際情報大学
- 新潟国際情報大学新潟中央キャンパス
- 新潟産業大学
- 新潟食料農業大学
- 新潟青陵大学
- 新潟薬科大学
- 新潟リハビリテーション大学

### 富山県
国立大学
- 富山大学

公立大学
- 富山県立大学

私立大学
- 高岡法科大学
- 桐朋学園大学院大学
- 富山国際大学

### 石川県
国立大学
- 金沢大学
- 金沢大学サテライト・プラザ
- 北陸先端科学技術大学院大学

公立大学
- 石川県立大学
- 石川県立看護大学
- 金沢美術工芸大学
- 公立小松大学

私立大学
- 金沢医科大学
- 金沢学院大学
- 金沢学院大学北国新聞会館サテライト教室
- 金沢工業大学扇が丘キャンパス
- 金沢工業大学八束穂キャンパス
- 金沢星稜大学
- 金城大学
- 北陸大学
- 北陸学院大学

### 福井県
国立大学
- 福井大学

公立大学
- 敦賀市立看護大学
- 福井県立大学

私立大学
- 仁愛大学
- 福井工業大学

### 山梨県
国立大学
- 山梨大学

公立大学
- 都留文科大学
- 山梨県立大学

私立大学
- 健康科学大学
- 昭和医科大学富士吉田キャンパス
- 帝京科学大学上野原キャンパス
- 帝京科学大学山梨市キャンパス
- 身延山大学
- 山梨英和大学
- 山梨学院大学

### 長野県
国立大学
- 信州大学

公立大学
- 長野県看護大学
- 長野県立大学
- 長野大学
- 公立諏訪東京理科大学

私立大学
- 佐久大学
- 清泉大学
- 長野保健医療大学
- 松本大学
- 松本看護大学
- 松本歯科大学

### 岐阜県
国立大学
- 岐阜大学

公立大学
- 岐阜県立看護大学
- 岐阜薬科大学
- 情報科学芸術大学院大学

私立大学
- 朝日大学
- 岐阜医療科学大学
- 岐阜協立大学
- 岐阜聖徳学園大学
- 岐阜女子大学
- 岐阜保健大学
- 中京学院大学
- 中部学院大学
- 東海学院大学
- 名城大学可児キャンパス

### 静岡県
国立大学
- 静岡大学
- 浜松医科大学

公立大学
- 静岡県立大学
- 静岡社会健康医学大学院大学
- 静岡文化芸術大学

私立大学
- 国際医療福祉大学熱海キャンパス
- 静岡英和学院大学
- 静岡産業大学
- 静岡理工科大学
- 順天堂大学三島キャンパス
- 東海大学沼津キャンパス
- 東海大学清水キャンパス
- 常葉大学
- 静岡福祉大学
- 聖隷クリストファー大学
- 東京女子医科大学大東キャンパス
- 日本大学三島キャンパス
- 浜松学院大学
- 光産業創成大学院大学

### 愛知県
国立大学
- 愛知教育大学
- 総合研究大学院大学 明大寺キャンパス
- 豊橋技術科学大学
- 名古屋大学
- 名古屋工業大学

公立大学
- 愛知県立大学長久手キャンパス
- 愛知県立大学守山キャンパス
- 愛知県立芸術大学
- 名古屋市立大学

私立大学
- 愛知大学
- 愛知医科大学
- 愛知医科大学名古屋メディカルクリニック
- 愛知学院大学
- 愛知学院大学栄サテライトセンター（中部日本ビルディング）
- 愛知学泉大学
- 愛知工科大学
- 愛知工業大学
- 愛知産業大学
- 愛知淑徳大学
- 愛知東邦大学
- 愛知文教大学
- 愛知みずほ大学
- 朝日大学名古屋キャンパス
- 桜花学園大学
- 岡崎女子大学
- 金城学院大学
- 金城学院大学栄サテライトセンター（CTV錦ビル）
- グロービス経営大学院大学名古屋キャンパス（名古屋三井ビルディング）
- 星槎大学名古屋スクーリングキャンパス
- 星城大学名古屋リハビリテーション学院
- 至学館大学
- 修文大学
- 椙山女学園大学
- 星城大学
- 大同大学
- 中京大学
- 中部大学
- 東海学園大学
- 東海学園大学栄サテライトキャンパス（中部日本ビルディング）
- 東京福祉大学
- 東京福祉大学名古屋キャンパス広報センター
- 同朋大学
- 豊田工業大学
- 豊橋創造大学
- 名古屋音楽大学
- 名古屋外国語大学
- 名古屋学院大学
- 名古屋学芸大学
- 名古屋学院大学さかえサテライト（中部日本ビルディング）
- 名古屋経済大学
- 名古屋経済大学名駅サテライトキャンパス
- 名古屋芸術大学
- 名古屋産業大学大曽根サテライトキャンパス
- 名古屋産業大学
- 名古屋商科大学
- 名古屋商科大学ビジネススクール名古屋伏見キャンパス
- 名古屋女子大学
- 名古屋造形大学
- 名古屋文理大学
- 名古屋柳城女子大学
- 南山大学
- 南山大学（東桜）サテライトキャンパス
- 日本赤十字豊田看護大学
- 日本福祉大学
- 日本福祉大学名古屋（千代田）キャンパス
- 人間環境大学
- 藤田医科大学
- 放送大学名古屋学習センター
- 名城大学
- 名城大学（名駅MSAT）サテライトキャンパス

## 専門職大学

### 東北地方

#### 山形県
公立専門職大学
- 東北農林専門職大学

私立専門職大学
- 電動モビリティシステム専門職大学

### 関東地方

#### 茨城県
私立専門職大学
- アール医療専門職大学

#### 東京都
私立専門職大学
- 国際ファッション専門職大学
- 情報経営イノベーション専門職大学
- 東京国際工科専門職大学
- 東京情報デザイン専門職大学
- 東京保健医療専門職大学

#### 神奈川県
私立専門職大学
- グローバルBiz専門職大学
- ビューティ&ウェルネス専門職大学

### 中部地方

#### 新潟県
私立専門職大学
- 開志専門職大学

#### 石川県
私立専門職大学
- かなざわ食マネジメント専門職大学

#### 静岡県
公立専門職大学
- 静岡県立農林環境専門職大学

#### 愛知県
私立専門職大学
- 国際ファッション専門職大学
- 名古屋国際工科専門職大学